# Ready to Run
"Ready to Run" é uma canção gravada pela boy band britânica-irlandesa One Direction, gravada para o quarto disco da banda, Four (2014). Foi composta pelos membros da banda Louis Tomlinson e Liam Payne juntamente de Jamie Scott, Julian Bunetta e John Ryan, enquanto a produção ficou a cargo dos dois últimos. A canção foi lançada como single promocional do disco em 6 de novembro de 2014.

## Desempenho nas tabelas musicais

### Posições
| Tabela musical (2014)              | Melhor posição |
| ---------------------------------- | -------------- |
| Áustria (Ö3 Austria Top 40)        | 59             |
| Dinamarca (Tracklisten)            | 10             |
| Espanha (PROMUSICAE)               | 29             |
| Estados Unidos (Billboard Hot 100) | 77             |
| França (SNEP)                      | 63             |
| Nova Zelândia (Recorded Music NZ)  | 29             |
| Reino Unido (OCC)                  | 44             |
| Suécia (Sverigetopplistan)         | 58             |